# Barrage de Çine
Le barrage de Çine est un barrage hydroélectrique en Turquie.